# Charles-Maurice de Talleyrand-Périgord
Charles Maurice de Talleyrand-Périgord (1754-1838) là một nhà chính trị, một nhà ngoại giao người Pháp thời cận đại. Ông nổi lên như là một nhân vật khôn ngoan, quyền biến và có ảnh hưởng to lớn trên vũ đài chính trị nước Pháp và thế giới thời bấy giờ. Dù có một tuổi thơ bất hạnh, một chân bị què do bị ngã từ lúc nhỏ. Nhiều người cho ông là kẻ phản chủ, xảo quyệt, gió chiều nào theo chiều đấy... Nhưng qua cuộc đời phong ba của ông, ta mới có thể thấy được tài năng và những cống hiến của ông cho nước Pháp trong một giai đoạn lịch sử đầy biến động. Huyền biến, cơ trí, khôn khéo, nhanh nhạy và thức thời...tất cả đã tạo nên một nhà chính trị, một nhà ngoại giao kiệt suất không bao giờ bị lật đổ, một nhân vật đầy cuốn hút và có ảnh hưởng sâu rộng trong lịch sử nước Pháp, một huyền thoại trong ngành ngoại giao thế giới.

## Cuộc đời và sự nghiệp
Talleyrand sinh ngày 2 tháng 2 năm 1754 tại thành phố Paris, trong một gia đình quý tộc lâu đời của nước Pháp, tổ tiên của ông từ xa xưa đã có địa vị cao quý trong cung đình nước Pháp.
Mặc dù là con nhà quý tộc nhưng ông có một tuổi thơ sóng gió, đầy vất vả và bất hạnh.Từ nhỏ đã phải sống trong cô độc xa gia đình. Ông bị cha mẹ đưa ra ngoài ngoại ô Paris, sống với một bà vú nuôi lúc chưa đầy một tuổi. Sau đó do nghịch ngợm ông bị tai nạn gãy một chân, có lần ông bị bệnh đậu mùa cha mẹ cũng không hề tới thăm ông, sau đó ông lại gặp phải một cú sốc về tinh thần khác. Người anh cả của ông bị mắc bệnh qua đời, đáng lý ông là con thứ thì phải được hưởng quyền thừa kế địa vị con cả cũng như tài sản và tước vị của cha mẹ Nhưng cha mẹ ông đã tước đoạt quyền thừa kế đó của ông, buộc ông phải vào trường Seminary ở Saint – Sulpice học hỏi để trở thành một vị cha cố. Năm năm sống trong Viện thần học đã biến Talleyrand thành một người ít nói, trầm mặc, suốt ngày lặng lẽ mày mò đọc sách trong thư viện. Qua những cuốn sách mà ông đã đọc Talleyrand mong muốn tìm thấy trong đó những tri thức sẽ giúp ông một ngày nào đó thoát ra khỏi sự ràng buộc của gia đình quý tộc và Giáo hội Thiên Chúa đối với ông.. Có thể nói, ngay từ thời thơ ấu, Talleyrand đã phải sống xa gia đình. Cuộc đời ông từ lúc chào đời rồi đến khi trưởng thành đã thiếu thốn tình cảm của cha mẹ và những người thân. Sau này ông thành đạt trên chính trường, có thể nói là đến đỉnh cao của danh vọng, nhưng trong sâu kín tâm hồn ông vẫn mang nặng những vết thương lòng thời thơ ấu. Chính ông cũng đã ghi lại trong tập nhật ký của mình nhân ngày sinh 83 như sau: "83 năm của đời tôi đã đi qua, không để lại một kết quả nào khác hơn là mệt mỏi, trong thể xác lẫn tâm hồn, một nỗi đắng cay khi nhìn về tương lai và chán chường khi nhìn lại quá khứ".
Năm 1774, khi vừa tròn 20 tuổi và được phong danh hiệu cha cố. Cũng trong năm 1774 ông tuân theo lời dạy của cha tham dự lễ gia miện của vua Louis XVI. Sau nghi lễ, vua Louis XVI trao một nhiệm vụ tốt đẹp cho đứa cháu họ ngoại của mình là giữ chức vụ Viện trưởng tu viện Saint – Denis tại thành phố Reims.

## Chiếc áo giáo sĩ
Kể từ đó, Talleyrand mới thực sự bước chân vào xã hội thượng lưu Pháp. Tháng 12 năm 1788, vua Louis XVI lại cử ông giữ chức Tổng Giám mục Autun, Nhưng Talleyrand không phải là một tín đồ ngoan đạo của Thượng đế, bởi ngay từ nhỏ, ông đã là một kẻ vô thần thích sống một cuộc sống phóng đãng và không chịu mọi sự ràng buộc. Khoác chiếc áo thụng đen của cha cố và không cần biết đến địa vị của mình, Talleyrand tha hồ ăn chơi đàng điếm tình tứ lăng nhăng với những người phụ nữ quý tộc. Không dừng lại ở đó, Talleyrand còn đến sở giao dịch để buôn bán đầu cơ, tìm đủ cách để kiếm tiền. Trong mắt mọi người, ông nổi danh là một kẻ tham lam hèn hạ. Trong khi Talleyrand đang thả sức hưởng thụ "sự ngọt ngào" của cuộc sống hoan lạc trong xã hội thượng lưu tại Paris, thì một trận bão táp cách mạng chưa từng có đã ập tới. Cơn bão này không những làm thay đổi cả nước Pháp mà cuộc đời của Talleyrand cũng vì thế mà có những bước đại nhảy vọt.
Ngày 14 tháng 7 năm 1789, nhân dân Paris đánh chiếm ngục Bastille là nơi tượng trưng cho thành luỹ thống trị của Chủ nghĩa phong kiến chuyên chế. Talleyrand dựa vào phán đoán chính trị nhạy bén của mình; ý thức được lực lượng cách mạng to lớn chắc chắn sẽ chôn vùi vương triều phong kiến hủ bại. Ông biết, nếu muốn cho mình không trở thành vật tế thần của vương triều phong kiến, thì phải nhanh chóng bỏ rơi nó, chen chân vào giai cấp tư sản mới vươn lên. Đây có thể nói là bước đột phá đầu tiên trên lĩnh vực chính trị của Talleyrand.
Mùa hè năm 1789, nước Pháp lâm vào cuộc khủng hoảng tài chính nghiêm trọng. Trong phiên họp giải quyết vấn đề ruộng đất của hội nghị lập hiến, với tư cách là Tổng Giám mục khu Autun, Talleyrand bắt đầu đi những nước cờ đầu tiên của mình. Talleyrand đã phát biểu một cách cởi mở tại phiên họp, phê bình dữ dội vấn đề Giáo hội đã chiếm lấy một số lớn ruộng đất mà lại không đóng thuế, lên tiếng hô hào tịch thu ruộng đất của Giáo hội để quốc gia bán đấu giá, giải quyết việc khủng hoảng tài chính. Talleyrand nhấn mạnh là việc tịch thu ruộng đất của Giáo hội không hề đụng chạm tới nguyên tắc "quyền tư hữu tài sản là quyền thiêng liêng bất khả xâm phạm". Vì ruộng đất của Giáo hội khác hơn tài sản riêng của cá nhân trong thế tục, vì tất cả ruộng đất đó đều thuộc về toàn thể tín đồ, cũng tức là thuộc về mọi công dân, do vậy, quốc gia có quyền thu hồi. Lời phát biểu của Talleyrand đã làm xúc động hầu hết các đại biểu tham dự hội nghị. Thế là cuối cùng nghị hội lập hiến đã thông qua nghị quyết "ruộng đất của Giáo hội sẽ do quốc gia xử lý". Bằng cách này, Talleyrand đã trở thành người anh hùng trong tâm khảm của thị dân Paris. Họ thực sự cảm động trước tinh thần tự nguyện hy sinh của ông, đến mức gọi ông là "người chăn cừu của linh hồn nhân loại". Nhưng ít ai có thể hiểu được những ý nghĩ sâu kín trong lòng Talleyrand. Kể từ đó, Talleyrand dần trở thành nhân tố nòng cốt trong hàng ngũ những người cách mạng. Ít lâu sau, Talleyrand đắc cử chức chủ tịch nghị hội lập hiến.
Nhằm mục đích thoát khỏi sự ràng buộc của giáo hội, ngày 24 tháng 8 năm 1790, nghị hội công bố "Luật giáo sĩ", quy định các giáo sĩ và Tổng Giám mục đều phải được bầu cử, xoá bỏ tiền quyên góp đầu năm và yêu cầu tất cả các tăng lữ đều phải tuyên thệ chấp hành. Giáo hoàng La Mã hết sức giận dữ, chẳng những không phê chuẩn pháp lệnh đó mà còn ban hành lệnh "khiển trách". Talleyrand vẫn tiếp tục hành động trái ngược với Giáo hoàng, lấy tư cách là giáo sĩ tham gia lễ tuyên thệ, đồng thời, ông còn đứng ra tổ chức lễ thụ chức cho các giáo sĩ dự bị. Giáo hoàng La Mã hết sức căm hận người Tổng Giám mục "cách mạng" đó, tuyên bố đuổi ông ra khỏi Giáo hội. Talleyrand từ lâu đã chán ghét chiếc áo thụng màu đen mà suốt ngày mình phải mặc, nên thừa dịp đó vào năm 1791, tuyên bố không làm giáo sĩ nữa.
Tuy nhiên một mặt vẫn đi theo cách mạng, mặt khác Talleyrand vẫn bí mật cấu kết với vua Louis XVI. Hai tháng sau ngày dân chúng Paris phát động khởi nghĩa vũ trang, bắt Louis XVI tống giam vào ngục, phe cách mạng phát hiện được một chiếc tủ bí mật nằm ẩn trong vách tường của điện Tuileries hai bản bị vong lục của Talleyrand gửi cho Louis XVI. Chỉ dựa vào bằng chứng đó cũng đủ đưa Talleyrand lên máy chém.

## Cuộc sống lưu vong
Nhưng với sự nhạy cảm của mình, Talleyrand đã kịp đánh hơi thấy mối nguy hiểm nên đã trốn sang Anh sống lưu vong trước khi cuộc cách mạng nổ ra một tháng. Sau khi bị chính phủ Anh trục xuất, Talleyrand lưu lạc sang Mỹ và gây dựng được một gia tài kha khá thông qua việc buôn bán bất động sản. Tháng 7 năm 1794, nước Pháp lại xảy ra cuộc đảo chính, giai cấp tư sản lên nắm đại quyền và thành lập ra Chính phủ Đốc chính. 

## Về nước tham chính với cương vị Bộ trưởng Ngoại giao
Khi nghe tin, Talleyrand đã dùng tiền chạy chọt xin hồi hương và bằng những mánh khoé chính trị, ông đã leo lên chức bộ trưởng Ngoại giao trong chính phủ mới.
Sau khi Talleyrand lên nắm chức vụ, liền dốc hết sức tiến hành việc đổi mới lại bộ mặt ngoại giao của nước Pháp. Ông cho khôi phục lại các cơ quan lãnh sự ở các nơi, quy định nhiệm vụ chủ yếu của các lãnh sự là bảo vệ quyền lợi của các thương gia người Pháp và sưu tầm tin tức tình báo về thương vụ. Ông còn tổ chức bời dưỡng rất nhiều nhân tài ngoại giao phục vụ lợi ích cho nước Pháp.
Dù đã đạt được sự tin tưởng của giới chóp bu trong chính quyền mới, nhưng Talleyrand vẫn chưa hoàn toàn yên tâm. Sau những phân tích mang tính chiến lược, Talleyrand nhận ra rằng: sự thống trị của Chính phủ Đốc chính sẽ không tồn tại được lâu và tướng quân Napoléon với những chiến công hiển hách sẽ trở thành vị chúa tể duy nhất của nước Pháp trong một tương lai không xa. Điều này đã thúc đẩy Talleyrand chuyển hướng sang tiếp cận với Napoléon. Nhờ giỏi tạo mối quan hệ trong giao tiếp, Talleyrand đã nhanh chóng trở thành một bằng hữu mật giao với Napoléon, một con người có tham vọng về chính trị. Ông ta dốc hết sức mình để hiến kế cho Napoléon, trực tiếp tham gia vào những hành động cướp chính quyền của Napoléon, Ngày 9 tháng 11 năm 1799, sau khi Talleyrand tuyên bố từ chức bộ trưởng Ngoại giao của Chính phủ Đốc chính, Napoléon phát động cuộc đảo chính lật đổ Chính phủ Đốc chính: Trong cuộc chính biến này, Talleyrand đã đóng một vai trò hết sức quan trọng. Sau khi chính quyền mới được thành lập, ngay lập tức Talleyrand được Napoléon bổ nhiệm giữ chức bộ trưởng Ngoại giao.

## Dưới chính thể của Napoléon
Đối với chính sách ngoại giao của nước Pháp, bản thân Talleyrand đã định sẵn cho mình một chiến lược hoàn chỉnh. Theo ý ông ta thì nước Pháp cần phải liên minh với Áo. Vì Áo là quốc gia lớn mạnh nhất trong các nhà nước nói tiếng Đức và Đế chế La Mã Thần thánh, nên có thể trở thành tấm bình phong để ngăn chặn Đế quốc Nga tiến sang phía tây. Do giữa Áo và Nga đều muốn có vùng hạ lưu Sông Danube, vậy nếu Pháp bằng lòng ủng hộ Áo trong vấn đề này thì có thể trở thành Đồng minh của Pháp. Một việc cần phải nói, ấy là nếu đứng trên góc độ phá vỡ liên minh chống Pháp, đảm bảo sự an toàn cho nước Pháp, thì đường lối ngoại giao của Talleyrand là hoàn toàn đúng đắn. Nhưng với tham vọng chinh phục toàn thế giới của Napoléon thì đường lối ngoại giao của Talleyrand đi ngược lại với quan điểm của Napoléon. Vì điều Napoléon muốn là liên minh với Nga để đối kháng với Anh trên mặt biển và thông qua cuộc chiến tranh bành trướng, buộc các nước nhỏ như Áo và Đức phải thần phục.
Trong tình hình có sự khác nhau về đường lối ngoại giao với Napoléon, Talleyrand bỏ chủ trương riêng của mình, nghe theo mệnh lệnh của Napoléon. Một lòng thực hiện những chính sách của Napoléon. Và đó mới là một phần trong tính cách của Talleyrand, nó giúp ông luôn được lòng của các bề trên.
Từ năm 1799 đến năm 1807, trong suốt tám năm, Talleyrand đã mang nước lại cho Pháp một số lượng lớn đất đai và tiền bồi thường, đồng thời điều chỉnh bản đồ ở Châu Âu hết sức có lợi cho nước Pháp. Bù lại, Napoléon đã hết sức ca ngợi tài năng ngoại giao của Talleyrand, gọi ông là "người thông minh và tài ba nhất" trong số các đại thần của mình và thường ban thưởng trọng hậu. Sau tám năm phục vụ, Talleyrand bắt đầu mất dần niềm tin đối với Napoléon. Ông ta tiên đoán một cách tỉnh táo rằng: sớm muộn gì Napoléon cũng bị sụp đổ do mầm mống chiến tranh của ông ta gieo rắc. Vì vậy vào tháng 8 năm 1807, Talleyrand đã đưa đơn xin từ chức Ngoại giao đại thần. Mục đích của ông là muốn tách dần ra khỏi sự ảnh hưởng của Napoléon. Napoléon không có cách nào khác hơn là phải tiếp nhận đơn xin từ chức của Talleyrand, nhưng vẫn xem ông là một người trợ thủ không thể thiếu về mặt ngoại giao. Tháng 9 năm 1808, Napoléon và Sa hoàng Alexander I của Nga gặp nhau tại Erfurt và đã ra lệnh cho Talleyrand vốn đã từ chức cùng đi theo. Trong cuộc gặp gỡ này, Talleyrand đã ầm thầm bắt tay với Alexander I. Cuộc gặp gỡ tại Erfurt đã dọn đường cho Talleyrand thoát ly Napoléon. Ông ta chẳng những ra sức cung cấp văn kiện cơ mật cho khối Đồng minh chống Pháp là Nga và Áo, mà thậm chí còn bán cả tin tức tình báo về quân sự.
Tháng 3 năm 1811, Talleyrand đã mật báo cho nước Anh biết là Napoléon sẽ mở cuộc tấn công nước Nga. Một năm sau, ngày 9 tháng 5 năm 1812, Napoléon đã mở cuộc tấn công vào nước Nga. Cuối năm 1812, quân Pháp bại trận ở nước Nga và Napoléon chỉ dẫn được hơn ba vạn tàn quân bại tướng chạy trở về Pháp. Trong khi Napoléon chưa kịp ổn định tình hình thì tiếng súng đại bác của khối liên minh chống Pháp lần thứ sáu đã bắt đầu nổ ngoài biên cương của nước Pháp. Tháng 10 năm 1813, quân Pháp bị khối liên minh chống Pháp đánh bại tại ngoại ô thành phố Leipzig, nhưng Napoléon vẫn ngoan cường nuôi ảo tưởng mở một cuộc tử chiến với quân liên minh chống Pháp một lần nữa. Nhưng, dưới những ý kiến của Talleyrand liên minh chống Pháp đã không để ý đến việc Napoléon đang đánh giặc ở xa, mà nên trực tiếp xua quân tiến vào Paris.
Ngày 31 tháng 3 năm 1814, 10 vạn quân liên minh chống Pháp đã tiến vào Paris, lật đổ Napoléon. Ngay trong ngày quân đội của khối liên minh chống Pháp tiến vào Paris, Talleyrand vội vàng mời Sa hoàng Nga, quốc vương Phổ và đại biểu của Áo đến tại tư dinh của ông ta ở Paris mở một phiên họp, thảo luận về vấn đề tương lai của nước Pháp. Tại phiên họp này, Talleyrand đã ra sức chủ trương khôi phục lại vương triều Bourbons. Ông ta cố gắng làm cho Sa hoàng tin rằng, chỉ có việc vương triều Bourbons sống trở lại, thì mới có thể bảo đảm cho quyền lợi của các nước Đồng minh tại Âu châu.
Ngày 6 tháng 4, Napoléon bắt buộc phải thoái vị và bị lưu đày đến đảo Elba giữa Địa Trung Hải. Ngày 5 tháng 3, Louis XVIII trở về Paris và vương triều Bourbons chính thức sống lại. Mười ngày sau, Louis XVIII bổ nhiệm Talleyrand giữ chức ngoại giao đại thần, đồng thời cho phép ông ta vẫn giữ nguyên những chức vụ mà ông ta được Napoléon đã ban cho và được tiếp tục sở hữu vùng Benevento ở Ý. Với địa vị là bộ trưởng Ngoại giao của vương triều Bourbons, việc đầu tiên mà Talleyrand cần làm là đàm phán để ký kết hoà ước với khối liên minh chống Pháp. Ngày 30 tháng 5, Talleyrand ký được hoà ước Paris là một bản hoà ước tranh thủ nhiều quyền lợi cho nước Pháp vốn là nước bị bại trận. Căn cứ theo hoà ước này, nước Pháp vẫn có thể bảo lưu lãnh thổ của nước mình như năm 1792.
Sau khi đế quốc Napoléon bị sụp đổ, rất nhiều khu vực xuất hiện tình trạng không có thế lực thống trị. Phải "phân phối" những khu vực đó như thế nào đã trở thành một vấn đề mà các cường quốc ở Âu châu đều quan tâm. Ý đồ của nước Nga là rõ rệt nhất. Họ muốn chiếm lĩnh công quốc Warsaw mà Napoléon để lại; còn Phổ thì có ý đồ sáp nhập vương quốc Saxony vào bản đồ của mình; riêng nước Anh thì vẫn giữ nguyên tắc cân bằng truyền thống của họ, chống lại việc nước Nga có thể trở thành một quốc gia mạnh hơn; còn Áo nguyên là một liên bang lớn mạnh nhất trong các liên bang của Đức, giờ đây Phổ đã trở thành một lực lượng uy hiếp đến địa vị bá chủ của Áo, cho nên Áo không bằng lòng để cho Phổ sáp nhập Saxony vào lãnh thổ của họ để trở nên cường thịnh hơn. Bốn quốc gia nói trên đều là những quốc gia chiến thắng, cho nên họ có quyền phát ngôn mạnh nhất đối với vấn đề phải cư xử với nước Pháp như thế nào.
Ngày 1 tháng 10 năm 1814, hội nghị Viên khai mạc. Đến dự cuộc hội nghị này gồm có các nước Anh, Nga, Áo, Phổ, Pháp và một số nước nhỏ khác. Trưởng đoàn đại biểu của nước Pháp là Bộ trưởng Ngoại giao Talleyrand. Trước khi đến dự cuộc hội nghị này, Talleyrand đã có sự chuẩn bị rất chu đáo. Ông ta biết cuộc hội nghị là một sự kiện lớn tương quan tới việc sống còn của nước Pháp và chính bản thân ông ta. Nước Pháp là một nước bại trận, đối với bốn nước kia là nước yếu hơn. Talleyrand quyết tâm bảo vệ toàn vẹn lãnh thổ của nước Pháp và cố hết sức bảo vệ quyền lợi cho nước này. Đồng thời, ông ta cũng cần phải giành được một sự thắng lợi to lớn trong cuộc hội nghị để củng cố địa vị trong nước của ông ta.
Talleyrand biết rõ, nước Pháp cần phải chui vào phạm vi nòng cốt của cuộc hội nghị thì mới có thể phát huy được ảnh hưởng to lớn. Với sự sáng suốt và sự lão luyện trong nghề ngoại giao, Talleyrand biết rõ mối mâu thuẫn giữa bốn nước chiến thắng, nên ông ta bắt đầu đi tìm bạn đồng minh của mình. Trước hết, ông ta mời vị đại thần ngoại giao của nước Anh là Robert Stewart Castlereagh đến Paris, hứa hẹn sẽ giúp nước Anh chống lại việc nước Nga muốn thôn tính Đại công quốc Warszawa, làm cho nước Anh và nước Pháp trở thành bạn đồng minh trong cuộc hội nghị. Đối với vấn đề Sachsen, Talleyrand gặp ngoại giao đại thần của Áo là Hoàng thân Klemens von Metternich. Ông ta nói cho ngoại giao đại thần của nước Áo, nước Pháp cũng giống như nước Áo đối với tương lai của Saxony luôn rất quan tâm và lập trường cũng hoàn toàn nhất trí với nước Áo.
Sau khi ba nước Anh, Áo, Pháp đã nhất trí với nhau về lập trường thì họ liền bí mật ký kết một điều ước phòng ngự giữa ba nước, thành lập một khối liên minh riêng để cùng chống lại Nga và Phổ là hai nước đang có nhiều tham vọng. Tối ngày 3 tháng l năm 1815, ba nước chính thức ký kết thành một khối liên minh. Một điều lý thú hơn, ấy là vị đại thần ngoại giao của nước chiến bại lại ký tên vào điều ước trên cả hai vị ngoại giao đại thần của hai nước chiến thắng. Thứ tự ký tên trong điều ước là Talleyrand, Hoàng thân Metternich, Castlereagh.
Sau khi điều ước được ký kết thì tình hình cuộc hội nghị Viên đã có một sự thay đổi đầy kịch tính. Hoàng thân Metternich và Castlereagh cương quyết yêu cầu Talleyrand phải đứng vào nhóm cốt lõi của hội nghị. Ngày 11 tháng 1, Talleyrand rốt cuộc đã chen vào được hội nghị của bốn nước chiến thắng, làm cho nước Pháp được dự cuộc hội nghị với tư cách bình đẳng với bốn nước chiến thắng. Do Alexander I tỏ ra quá ngang ngược, nên ba nước Đồng minh phải nhượng bộ đối với vấn đề đại công quốc Warsaw, nhưng riêng nước Phổ thì không thể chiếm trọn vùng Saxony. Talleyrand chẳng những lợi dụng điều ước bí mật giữa ba nước để chui vào các quốc gia nòng cốt của cuộc hội nghị Viên, mà còn lợi dụng điều ước này đế ngăn chặn sự bành trướng của Phổ. Điều đó chẳng khác nào nước Pháp từ địa vị của một nước chiến bại chuyển thành một nước chiến thắng.
Talleyrand còn đề xuất "nguyên tắc Chủ nghĩa chính thống", có tác dụng quyết định tại hội nghị Viên. Ông ta lợi dụng nguyên tắc chuyên chế của chế độ quân chủ phong kiến để bảo vệ cho giai cấp tư sản của nước Pháp. Talleyrand chỉ rõ: Các nước ở Âu châu đều khôi phục lại biên giới khi bắt đầu cuộc cách mạng Pháp năm 1792, cũng tức là nước Pháp sẽ bảo lưu lãnh thổ của mình như năm 1792. Các vương triều "chính thống" đã bị lật đổ trong cuộc cách mạng Pháp cũng như trong thời kỳ Napoléon đều nhất luạt được khôi phục. Như vậy, cũng có nghĩa là đại công quốc Warsaw và vương quốc Saxony đều nên bảo lưu, Nga và Phổ không được thôn tính một mình. Trước khi Talleyrand đề xuất "nguyên tắc Chủ nghĩa chính thống", ông ta đã thương lượng qua với Hoàng thân Metternich và Castlereagh và đã được họ đồng ý. Do vậy khi ông ta đề xuất thì đại đa số các quốc gia đều đồng ý theo như hai nước Anh và Áo.
Sau mấy tháng đấu tranh công khai hoặc âm thầm, Talleyrand đã giành được thắng lợi, nghiễm nhiên trở thành vị cứu tinh của nước Pháp. Những thoả ước đạt được đã giúp cho nước Pháp sau một năm bị chiến bại, lại đứng trở vào hàng ngũ các cường quốc, Tuy mọi việc không thể quy công toàn bộ cho cá nhân của Talleyrand, nhưng qua khả năng hiểu biết đối với những mối mâu thuẫn giữa các nước cũng như qua kỹ xảo ngoại giao khôn khéo của Talleyrand đã khiến cho mọi người đều phải khâm phục.
Giữa lúc các nước quân chủ tại Châu Âu đang bận rộn lo phân chia chiến lợi phẩm thì đầu tháng 3 năm 1815, Napoléon đã trốn thoát khỏi đảo Elba, trở lại nước Pháp và xây dựng vương triều của ông ta một lần nữa. Ngày 13 tháng 3, tám nước tham gia hội nghị đã công bố một bản tuyên ngôn chung lên án Napoléon phá rối hòa bình thế giới, là kẻ thù của nhân loại. Người ký tên đầu tiên vào bản tuyên ngôn chung này chính là Talleyrand.
Thế nhưng, Napoléon hoàn toàn không để ý tới việc Talleyrand đã làm điều đó, mà vội vàng phái người đi tìm Talleyrand để cử ông ta giữ một chức vụ trong vương triều mới của mình. Theo Napoléon, Talleyrand sẽ nhận ngay lời mời của mình, vì Napoléon đã nắm trong tay một con bài chủ, ấy là khi Napoléon tiến vào Paris, vua Louis XVIII vội vàng bỏ chạy không kịp lấy theo bản điều ước liên minh ba nước Anh – Áo– Pháp. Sau khi Napoléon phát hiện được văn kiện này, liền phái người đưa ngay đến cho Sa hoàng Alexander I, muốn dùng việc đó để ly gián giữa các nước Nga và Anh, Áo. Nhưng ý định đó của Napoléon hoàn toàn không đúng, vì Alexander I mặc dù đối với bản điều ước bí mật chống Nga đó tỏ ra hết sức tức giận, nhưng mối thù không đội trời chung giữa ông ta với Napoléon còn lớn hơn, Alexander I đã đốt bản hiệp định nói trên trước mặt Hoàng thân Metternich, ngỏ ý không quan tâm tới điều đó. Mặt khác, Talleyrand cũng dứt khoát từ chối lời mời của Napoléon.
Ngày 18 tháng 6, khối liên minh quân sự chống Pháp lần thứ Bảy đã đánh bại triệt để Napoléon tới làng Waterloo ở biên giới của nước Bỉ, khiến việc trở lại lần thứ hai của Napoléon chỉ kéo dài có "100 ngày" thì kết thúc. Louis XVIII lại ngồi lên ngai vàng của nước Pháp, đồng thời, triệu hồi Talleyrand cử ông ta làm thủ tướng.
Việc cần làm đầu tiên của nội các mới là ký kết một bản hòa ước với các nước liên minh chống Pháp. Talleyrand là người từng lặn lộn trên chiến trường ngoại giao, lại được phái đi tham gia đàm phán. Lần này ông đứng trước tình hình còn nghiêm trọng hơn cả cuộc hội nghị Viên lần trước, vì nước Pháp là một quốc gia bại trận hai lần. Cuối cùng, sự trọn vẹn lãnh thổ của nước Pháp vẫn được giữ vững. Lãnh thổ của nước Pháp vẫn được bảo lưu như năm 1790. Mặc dù diện tích có thu hẹp hơn, nhưng đối với Phổ là nước láng giềng của Pháp vẫn không giành được gì nhiều, không đủ sức tạo nên một sự uy hiếp to lớn đối với nước Pháp. Ngày 20 tháng 11, vua Louis XVIII đã ký kết vào bản "hòa ước Paris"lần thứ hai và nhờ đó nước Pháp đã được ổn định trở lại.
Đến đây thì sứ mạng của Talleyrand dường như đã hoàn thành. Vương triều Bourbons không còn cần đến vị thủ tướng từng phản bội mình nữa. Ngày 24 tháng 9 năm 1815, vua Louis XVIII lấy lý do có sự khống thống nhất ý kiến, đã tiếp nhận đơn xin từ chức của Talleyrand.Thế là Talleyrand rời khỏi sân khấu chính trị một cách bất ngờ.

## Khoảng trống
Mặc dù về hưu nhưng Talleyrand vẫn theo sát những biến động của tình hình chính trị. Năm 1824, vua Louis XVIII qua đời, người kế vị là em trai của nhà vua, tức Charles Artois và xưng là Charles X. Nhà vua này so với Louis XVIII còn phản động hơn.
Sau khi Charles X lên kế vị không bao lâu thì Talleyrand nhanh nhạy đoán biết nhà vua này sẽ không được dân chúng hoan nghênh, do vậy, ông ta bắt đầu liên hệ chặt chẽ với phái tự do thuộc giai cấp tư sản để bàn bạc về tình thế. Qua đôi mắt tinh tường của Talleyrand, ông ta nhanh chóng chú ý tới công tước Orléans là Louis Philippe. Hai người tiếp xúc rất mật thiết và trở thành bạn chí thân. Ngày 27 tháng 7, nhân dân Paris đã phát động cuộc khởi nghĩa vũ trang. Ngày 29 quần chúng khởi nghĩa tấn công chiếm điện Tuileries. Đó chính là "cuộc cách mạng tháng 7" rất vang dội.

## Vai trò trong cuộc cách mạng tháng 7
Talleyrand thấy thời cơ đã chín muồi, nên hai hôm sau khi cuộc khởi nghĩa bùng nở, ông viết thư cho Louis Philippe khuyên ông ta nên đứng ra giải quyết tình hình. Louis Philippe vội vàng tới ngay Paris đứng về phía những người khởi nghĩa. Nhưng vua Charles X sau khi tuyên bố thoái vị vào ngày 30 tháng 7, đã trao ngôi vua cho đứa cháu nhỏ của ông ta là đại công Bordeaux chỉ đề cử Louis Philippe làm người giám hộ. Do vậy, Louis Philippe phải đứng trước hai sự chọn lựa: nên chăng đứng ra làm người giám hộ, hay là tự mình đứng ra làm vua? Trong khi ông ta đang hoang mang chưa thể quyết định, liền nghĩ ngay tới Talleyrand và phái người đi cầu cứu. Talleyrand kiên quyết chủ trương Louis Philippe nên trực tiếp lên ngôi vua. Ngày 9 tháng 8 năm 1830, Louis Philippe được giai cấp tư sản đại công nghiệp và tài chính đưa lên làm quốc vương. Sự thống trị nước Pháp của vương triều Bourbons đến đây thì chấm dứt.
Sự thắng lợi của cuộc cách mạng tháng 7 tại Pháp đã làm cho các vương triều ở Châu Âu đều sợ hãi, trong đó Sa hoàng Nga là Nikolaj I tỏ ra hốt hoảng nhất. Ông ta đã liên tiếp tuyên bố là cần phải dùng vũ lực để khôi phục lại vương triều Bourbons. Đồng thời, mời Phổ cùng ra quân để can thiệp vào tình hình chính trị của nước Pháp.

## Nhậm chức Đại sứ tại Anh
Đứng trước tình trạng bất lợi đó, Talleyrand đã bày mưu hiến kế cho Louis Philippe. Ông ta cho rằng chỉ có cách tranh thủ được nước Anh thừa nhận chính phủ mới rồi sau đó đại liên hợp với Áo, thì mới có thể ổn định được tình hình. Louis Philippe đã tiếp nhận kiến nghị của Talleyrand. Ngày thứ sáu sau khi Anh tuyên bố thừa nhận chính phủ mới của nước Pháp thì Talleyrand được cử giữ chức đại sứ Pháp trú đóng tại Anh. Khi tin tức truyền đến Peterburg, Sa hoàng Nikolaj I cảm thấy sự liên minh giữa Anh và Pháp đã được củng cố, nên dứt bỏ ý định ra quân để can thiệp vào nước Pháp. Như vậy, Talleyrand một lần nữa lại ổn định được tình hình chính trị của nước Pháp.
Ngày 24 tháng 9 năm 1803, Talleyrand đến Luân Đôn. Ông được dân chúng của nước Anh đứng chật hai bên đường nghênh đón. Sau mười lăm năm rời khỏi chính giới, Talleyrand trở lại quan trường một cách đắc ý, nhưng đối với chức vụ đại sứ tại nước Anh, ông ta tỏ ra không mấy vừa lòng. Ông thường trực tiếp liên hệ với nhà vua chứ không thông qua bộ trưởng Bộ Ngoại giao. Cơ quan ngoại giao của ông ta tại Luân Đôn trên thực tế đã trở thành Bộ Ngoại giao thực sự của nước Pháp.
Tháng 8 năm 1830, cuộc chiến tranh giành độc lập của nhân dân Bỉ – một phần thuộc Hà Lan nổ ra. Talleyrand đứng trên quyền lợi của nước Pháp, cho rằng nên giúp cho Bỉ giành độc lập, để cho nước này trở thành một quốc gia hữu nghị láng giềng và làm tấm bình phong cho Pháp ở vùng Đông bắc. Do vậy, ông ta kiến nghị triệu tập một cuộc hội nghị quốc tế tại Luân Đôn có các nước Anh, Nga, Phổ, Áo, Hà Lan, Pháp tham gia. Ngày 4 tháng 11 năm 1830, hội nghị Luân Đôn được tổ chức. Talleyrand là thành viên của đoàn đại biểu Pháp, và là một những đại biểu chủ chốt của Pháp trong các vấn đề đàm phán.
Cuộc đàm phán tại Luân Đôn tương đối gay go. Ba nước Nga, Áo, Phổ vì muốn duy trì sự cân bằng về thực lực tại lục địa Châu Âu, nên họ cần có một nước Hà Lan tương đối lớn mạnh nằm về phía Đông bắc để kiềm chế thực lực của Pháp. Chính vì vậy họ phản đối việc để cho nước Bỉ được độc lập. Talleyrand một lần nữa lại trổ tài hoạt động ở hậu trường, giành được sự ủng hộ của nước chủ nhà là Anh và sau hết đã đạt được hiệp ước có lợi cho nước Pháp. Kế đó, Talleyrand tại tiến cử Leopold I là vị hoàng thân mà ông ta ưa thích lên làm quốc vương của Bỉ. Do người vợ trước của Leopold nguyên là người chuẩn bị kế vị Nữ hoàng Anh,cho nên được Anhủng hộ. Cuối cùng, các nước lại một lần nữa đồng ý theo ý kiến của Tal1eyrand.
Ngày 21 tháng 7 năm 1831, Leopold I tuyên thệ lên ngôi tại Brussels. Ngày 15 tháng 11, đại biểu các nước ký kết tại Luân Đôn một nghị định thư bảo vệ tình trạng trung lập vĩnh viễn của Bỉ. Vấn đề Bỉ được giải quyết một cách toàn vẹn, trở thành một kiệt tác của Talleyrand lúc làm đại sứ tại Anh, đồng thời, cũng là thành tựu ngoại giao cuối cùng trong đời ông. Với tuổi 78, ông đã hoàn thành được một sự nghiệp như vậy, rõ ràng là không phải dễ. Talleyrand thậm chí còn được những kẻ thù chính trị của ông khen ngợi.

## Cuối đời
Tháng 11 năm 1834, sau một thời gian làm quan lâu dài, Talleyrand rời khỏi chốn quan trường. Ngày 17 tháng 5 năm 1838, Talleyrand qua đời tại nơi cư trú của mình là Valencay tại Paris. Trước khi qua đời, Giáo hoàng La Mã đã tha thứ cho hành động phản bội đối với Giáo hội của ông, cho phép cha cố đến làm lễ cho ông trước khi lâm chung.

## Talleyrand trong nghệ thuật
Trong tiểu thuyết "Bí ẩn bộ cờ Montglane" của tác giả Katherine Neville Talleyrand được coi là nhân vật hết sức lôi cuốn Ngoài ra ông còn xuất hiện trong các tác phẩm điện ảnh về lịch sử khác...

## Câu nói nổi tiếng
Lời nói được trao cho người đàn ông để anh ta có thể che giấu ý nghĩ của mình.
Đen như quỷ sứ, nóng như địa ngục, tinh khiết như thiên thần, ngọt ngào như tình yêu. (câu nói cảm nhận của ông về cà phê)...